# Rudraige mac Sithrigi
 Rudraige mac Sithrigi , est selon les légendes médiévales et la tradition pseudo-historique irlandaise un Ard ri Erenn.

## Origine
Fils de Sithrigi, fils de Dub, fils de Fomhor, fils d'Airgetmar, fils de Siorlamh, fils Fionn, fils de Blatha, fils de Labhraidh, fils de Caipre, fils Ollom Fotla.

## Règne
Rudraige mac Sithrigi d'abord roi d'Ulaid prend le pouvoir après le meurtre de son prédécesseur, Crimthann Coscrach, il règne pendant 30 ans (A.M.F) ou 70 ans (F.E.F) , à la fin desquels il meurt de la peste à Airgetglenn. Il a comme successeur Finnat Már, le fils de Nia Segamain.

## Chronologie
Le Lebor Gabála Érenn synchronise le début de son règne avec celui de Ptolémée VIII Physcon (145-116 av J.-C.), et sa mort avec celle de Ptolémée X Alexandre Ier  (110-88 av J.-C.) en Égypte Ptolémaïque. La chronologie Geoffrey Keating Foras Feasa ar Éirinn date son règne de 184-154 avant Jésus Christ et les Annales des quatre maîtres de 289-219 avant Jésus Christ.

## Postérité
Rudraige est particulièrement associé avec la partie nord de l'Irlande : la dynastie du Dál nAraidi, qui règne sur l'est de l'Ulster aux temps historiques, le considère comme son fondateur et le Lebor Gabála Érenn le présente comme le grand-père du héros des Ulaid Conall Cernach. Il laisse en outre plusieurs fils :
- Bresal Bó-Díbad ;
- Congal Cláiringnech;
- Cas ou Ross père de Fachtna Fáthach.

## Source
- (en) Cet article est partiellement ou en totalité issu de l’article de Wikipédia en anglais intitulé « Rudraige mac Sithrigi » (voir la liste des auteurs), édition du 1er avril 2012.